# Mètapa
Mètapa (en llatí Metapa, en grec antic Μέταπα) era una ciutat d'Etòlia situada a la riba nord del llac Tricònida, a l'entrada d'un pas estret i a 60 estadis de la ciutat de Terme.
Filip V de Macedònia la va cremar quan va envair Etòlia l'any 218 aC, just després de conquerir Terme. No es coneix la seva situació, malgrat que Polibi descriu el lloc.